# News of the World (album)
 For alternative betydninger, se News of the World. (Se også artikler, som begynder med News of the World)
News of the World er et album udgivet af Queen i 1977.

## Sporliste
| Nr. | Titel                      | Længde |
| --- | -------------------------- | ------ |
| 1.  | "We Will Rock You"         |        |
| 2.  | "We Are The Champions"     |        |
| 3.  | "Sheer Heart Attack"       |        |
| 4.  | "All Dead, All Dead"       |        |
| 5.  | "Spread Your Wings"        |        |
| 6.  | "Fight From The Inside"    |        |
| 7.  | "Get Down, Make Love"      |        |
| 8.  | "Sleeping On The Sidewalk" |        |
| 9.  | "Who Needs You"            |        |
| 10. | "It's Late"                |        |
| 11. | "My Melancholy Blues"      |        |